# Colobothea lunulata
Colobothea lunulata là một loài bọ cánh cứng trong họ Cerambycidae.